# Metroperiella argentea
Metroperiella argentea är en mossdjursart som först beskrevs av Walter Douglas Hincks 1884.  Metroperiella argentea ingår i släktet Metroperiella och familjen Bitectiporidae. Inga underarter finns listade i Catalogue of Life.